# Roger Joseph Heckel
Roger Joseph Heckel SJ (ur. 18 lipca 1922 w La Walck, zm. 26 września 1982) – francuski duchowny katolicki, biskup. Święcenia kapłańskie przyjął w 1954 roku, zaś w 1980 został mianowany przez papieża Jana Pawła II biskupem koadiutorem z prawem następstwa archidiecezji Strasbourgu. Zmarł w 1982 roku. Od 1977 do 1980 był sekretarzem Papieskiej Rady Iustitia et Pax